# Le Roi des reporters
Pour plus de détails, voir Fiche technique et Distribution.
Le Roi des reporters (The Housekeeper's Daughter) est un film américain en noir et blanc réalisé par Hal Roach, sorti en 1939.

## Synopsis
Un gangster rentre chez sa mère et tombe amoureux de la fille de son propriétaire.

## Fiche technique
- Titre : Le Roi des reporters
- Titre original : The Housekeeper's Daughter
- Réalisation : Hal Roach
- Scénario : Rian James, Gordon Douglas, d’après le roman de Donald Henderson Clarke
- Photographie : Norbert Brodine
- Montage : William H. Ziegler
- Musique : Amedeo De Filippi, Lucien Moraweck
- Producteur : Hal Roach
- Société de production : United Artists
- Pays de production : États-Unis
- Format : noir et blanc - 1,37:1 - son : Mono  (Western Electric Mirrophonic Recording)
- Genre : Comédie policière, Comédie américaine
- Durée : 80 minutes
- Dates de sortie :
  - États-Unis : 26 octobre 1939
  - France : 30 décembre 1944

## Distribution
- Joan Bennett : Hilda
- Adolphe Menjou : le diacre Maxwell
- John Hubbard : Robert Randall
- William Gargan : Ed O'Malley
- George E. Stone : Benny
- Peggy Wood : Olga
- Donald Meek : l'éditeur Wilson
- Mark Lawrence : Floyd
- Lilian Bond : Gladys Fontaine
- Victor Mature : Lefty
- John Hyams : le professeur Randall
- Leila McIntyre : Mme Randall
- Luis Alberni : Tony Veroni
- Rosina Galli : Mme Veroni
- Tom Dugan : gangster
- Gene Morgan : autre gangster
- Davison Clark : policier